# Arcuphantes namhaensis
Arcuphantes namhaensis là một loài nhện trong họ Linyphiidae.
Loài này thuộc chi Arcuphantes. Arcuphantes namhaensis được Seo miêu tả năm 2006.